# Rečka
Rečka (en serbe cyrillique : Речка) est un village de Serbie situé dans la municipalité de Negotin, district de Bor. Au recensement de 2011, il comptait 351 habitants.

## Démographie

### Évolution historique de la population
| 1948  | 1953  | 1961  | 1971  | 1981 | 1991 | 2002 | 2011 |
| ----- | ----- | ----- | ----- | ---- | ---- | ---- | ---- |
| 1 235 | 1 250 | 1 194 | 1 054 | 828  | 649  | 469  | 351  |

|  |